# گنادی کولیک
گنادی واسیلیویچ کولیک (روسی: Геннадий Васильевич Кулик؛ ۲۰ ژانویه ۱۹۳۵ – ۱۶ ژوئن ۲۰۲۳) سیاستمدار شوروی و روسیه بود. او در سال‌های پایانی اتحاد جماهیر شوروی به عنوان نخستین معاون نخست‌وزیر جمهوری شوروی فدراتیو سوسیالیستی روسیه فعالیت می‌کرد و همچنین نماینده دوره‌های اول تا هفتم دومای دولتی فدراسیون روسیه بود.

## زندگی‌نامه
گنادی کولیک در ۲۰ ژانویه ۱۹۳۵ در منطقه کنونی استان پسکوف، روسیه، در خانواده‌ای کشاورز به دنیا آمد. او در سال ۱۹۵۷ از دانشکده اقتصاد دانشگاه دولتی سنت پترزبورگ فارغ‌التحصیل شد و تا سال ۱۹۶۵ در مؤسسه تحقیقاتی اقتصاد کشاورزی نووسیبیرسک فعالیت داشت.
کولیک در ۱۶ ژوئن ۲۰۲۳ در سن ۸۸ سالگی درگذشت.

### وزیر
از ژوئیه ۱۹۹۰ تا ژوئیه ۱۹۹۱، کولیک به عنوان نخستین معاون رئیس شورای وزیران روسیه و وزیر کشاورزی و مواد غذایی در کابینه اول ایوان سیلایف فعالیت کرد. او در آوریل ۱۹۹۱ قراردادی با نسیم گائون از شرکت نوگا اِس‌اِی برای تأمین مواد غذایی در ازای نفت امضا کرد. دعاوی حقوقی مربوط به این قرارداد تا سال ۲۰۰۸ حل‌نشده باقی ماند. در ژوئیه ۱۹۹۱، مقام کولیک در کابینه دوم ایوان سیلایف به «معاون عادی» کاهش یافت، اما او همچنان در سمت وزیر کشاورزی باقی ماند. در اواخر سال ۱۹۹۱، کولیک عضو کمیته مدیریت عملیاتی اقتصاد ملی تحت ریاست سیلایف بود که به عنوان دولت موقت فروپاشی اتحاد جماهیر شوروی فعالیت می‌کرد.

### نماینده مجلس
در سال ۱۹۹۳، گنادی کولیک به عنوان نماینده اولین دوره دومای دولتی در انتخابات قانون‌گذاری روسیه (۱۹۹۳) انتخاب شد. او به جناح حزب زراعت روسیه پیوست. در ۲۱ سپتامبر ۱۹۹۸، کولیک به عنوان معاون نخست‌وزیر در کابینه یوگنی پریماکوف منصوب شد و مسئول نظارت بر بخش مجتمع کشاورزی صنعتی گردید.
در سال ۱۹۹۹، کولیک در انتخابات قانون‌گذاری روسیه به عنوان نماینده سومین دوره دومای دولتی از حوزه انتخابیه کالمیکیا انتخاب شد. او تا سال ۲۰۰۳ عضو جناح سرزمین روسیه و نایب‌رئیس کمیته بودجه و مالیات بود. در سال‌های ۲۰۰۲ تا ۲۰۰۷ نیز ریاست کمیته مسائل کشاورزی را بر عهده داشت. کولیک در ۱۱ فوریه ۲۰۲۰ از سمت نمایندگی مجلس استعفا داد. کرسی او به الکسی گوردیف واگذار شد.
گنادی کولیک به لابی‌گری در جهت منافع شرکت‌های دخانیات متهم شده بود. در سال ۲۰۰۲، او از درخواست‌های صنعت دخانیات برای اجازه فروش سیگارهای تولیدشده قبل از قانون سال ۲۰۰۱، در مورد محدودیت استعمال دخانیات، که هشدارهای اجباری روی بسته‌ها را ضروری می‌کرد، حمایت کرد. در سال ۲۰۰۶، کولیک به همراه نمایندگان ایوان ساویدیس و ایرات خیرولین، پیش‌نویس «مقررات فنی برای محصولات دخانیات» را پیشنهاد داد که به استفاده از افزودنی‌های شیمیایی ممنوع‌شده در سایر کشورها اجازه می‌داد و هشدارهای تصویری را غیرضروری می‌کرد.

## جوایز
در ۲۵ ژانویهٔ ۲۰۱۰ نشان لیاقت میهنی درجه سه به دلیل شایستگی در قانون‌گذاری و توسعه پارلمان‌گرایی روسیه به کولیک داده شد. پیش از این نیز نشان لیاقت میهنی درجه چهار نیز در ۲۰ آوریل ۲۰۰۶ به دلیل مشارکت فعال در قانون‌گذاری و سال‌ها کار صادقانه به او داده شده بود. در ۱۰ دسامبر ۲۰۰۱ نیز نشان افتخار روسیه به دلیل دستاوردهای بالای تولیدی، کمک بزرگ به تقویت دوستی و همکاری میان ملت‌ها و سال‌ها کار صادقانه به اعطا شد.
دیگر عناوین:
- نشان دوستی (۲۶ اوت ۲۰۱۶) به دلیل فعالیت‌های قانونی فعال و سال‌ها کار صادقانه
- دو نشان پرچم سرخ کار
- نشان لوتوس سفید کالمیکیا (۲۰۰۵)
- اقتصاددان ممتاز RSFSR (۱۱ ژانویه ۱۹۸۵)
- گواهی افتخار دولت روسیه (۱۹۹۹)